# Křížová cesta (Bohutice)
Zaniklá Křížová cesta v Bohuticích byla součástí poutního areálu okolo lurdské jeskyně v obci Bohutice v okrese Znojmo. Vznikala ve 30. letech 20. století a původně se nacházela cca 400 metrů východně od centra obce. V padesátých letech zanikla spolu s poutním místem a dnes je 48 jejích cedrových soch z původních 55 vystaveno v bohutickém zámku.

## Historie
Křížová cesta, kterou tvořilo 55 soch v životní velikosti, byla součástí venkovního Poutního místa Panny Marie Lurdské. Dochovalo se 54 soch, které jsou umístěny v Bohutickém zámku jako stálá expozice. Autorem soch je kutnohorský řezbář Bohumil Bek.. Sochy byly vyrobeny z velmi kvalitního a drahého materiálu – ze dřeva libanonských cedrů. Tento odolný materiál je pomohl zachovat i přes velmi špatné uskladnění.
Kopii Lurdské jeskyně nechal vystavět roku 1928 místní farář. Byla to první stavba budoucího vyhledávaného poutního místa. Do skalního výklenku vzniklé jeskyně byla umístěna menza oltáře a kopie lurdské sochy Panny Marie. Následovalo vybudování velkolepé křížové cesty se sochami v životní velikosti. Podle dobových pramenů přicházely v době pouti do Bohutic tisícové davy věřících.
Po zrušení poutního místa v padesátých letech 20. století byly sochy byly umístěny na různých provizorních místech, například v přístřešku u Lurdské jeskyně nebo později v kostele a hřbitovní kapli. Přes protest farníků byly se souhlasem Arcibiskupství olomouckého v roce 1991 prodány do Žarošic, kde byl záměr pro ně vybudovat kapličky. Odtud byly odvezeny do premonstrátského kláštera v Nové Říši.
Navrácení 54 soch z původních 55 se uskutečnilo v roce 2007. Na dobu 25 let byly zapůjčeny bohutickému obecnímu úřadu, který zajistil jejich rekonstrukci, obnovu a umístění v zámecké expozici ve druhém patře zámku, kde je jich vystaveno 48.